# Ванкувер Уайткэпс (1974—1984)
«Ванкувер Уайткэпс» (англ. Vancouver Whitecaps) — бывшая профессиональная футбольная команда, основанная 11 декабря 1973 года. В 1970-х и 1980-х годах они играли в Североамериканской футбольной лиге (NASL).

## История
«Уайткэпс» добились успеха, выиграв в 1979 году Соккер Боул. За «Уайткэпс» той эпохи выступали не только международные игроки, такие как Алан Болл, но и местные звёзды: Сэм и Бобби Ленардуцци, Базз Парсонс и Глен Джонсон. В 1979 году команда из «деревни Ванкувера» выиграла у гранда «Нью-Йорк Космос» в одной из серий плей-офф, а позже и случилась победа в Соккер Боул, где они победили в матче против «Тампа-Бэй Раудис».
В конце 1970-х футбольный интерес достиг своего пика в Ванкувере. Посещаемость игр «Уайткэпс» на «Эмпайр Стэдиум» выросла до среднего уровня в 32000 зрителей. Кроме того, команда записала два музыкальных трека, один из которых, «Белый — это цвет», стал хитом на местном радио в преддверии их чемпионства.
После игры на 32 000-местном «Эмпайр Стэдиум» в Ванкувере в течение большей части своего существования команда переехала на новый 60000-местный стадион Би-Си Плэйс в 1983 году.
С последующим распадом в 1984 году NASL «Уайткэпс» наряду со многими другими командами NASL также были вынуждены самораспуститься.

## Посещаемость
Рекорд посещаемости домашней игры «Уайткэпс» был установлен 20 июня 1983 года. 60342 человека пришли посмотреть матч против «Сиэтл Саундерс» (первый круг на стадионе «Би-Си Плэйс»). Это была также крупнейшая аудитория, когда-либо приходившая на матч футбольного клуба в Канаде, рекорд держался до 12 мая 2012 года, пока команда «Монреаль Импакт» не превысила отметку в 60 860 зрителей.

## Достижения
- Победы в Соккер Боул: 1 (1979)